# Homopus
Homopus är ett släkte av sköldpaddor. Homopus ingår i familjen landsköldpaddor.
Släktets medlemmar är påfallande små och några arter är de minsta sköldpaddorna som under nutid lever på jorden. I motsats till alla andra sköldpaddor har två ingående arter fyra klor vid fram- och bakfötterna. Hos alla andra sköldpaddor förekommer fem klor vid varje framfot. Det återspeglas i släktets vetenskapliga namn som betyder "samma fot". Arterna lever främst i Kapprovinsen i Sydafrika och i andra sydafrikanska områden.
Arter enligt Catalogue of Life och The Reptile Database:
- Homopus areolatus
- Homopus boulengeri
- Homopus femoralis
- Homopus signatus
- Homopus solus